# Блаутопф

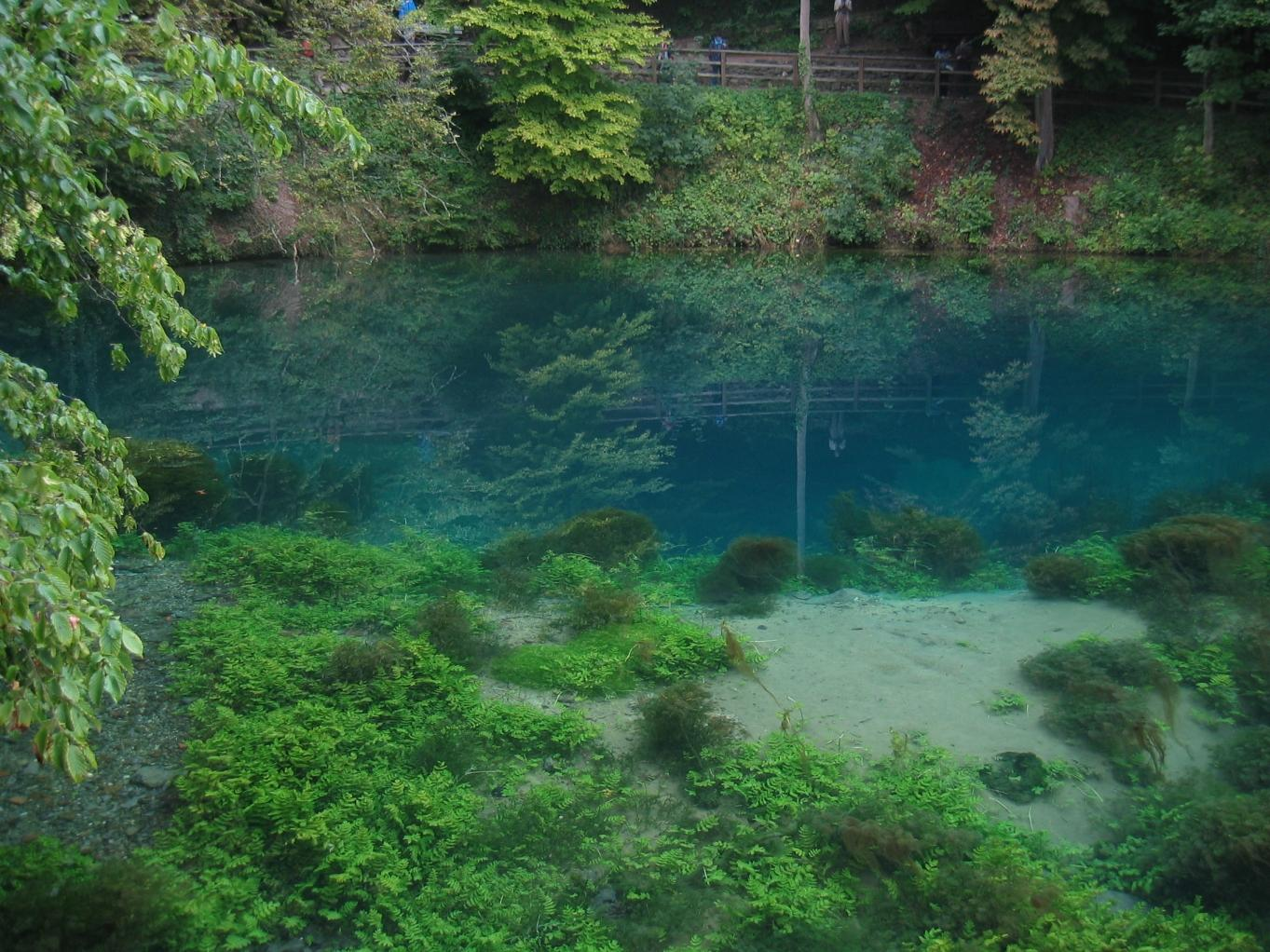
Блаутопф зі світлими вапняковими відкладеннями під водою

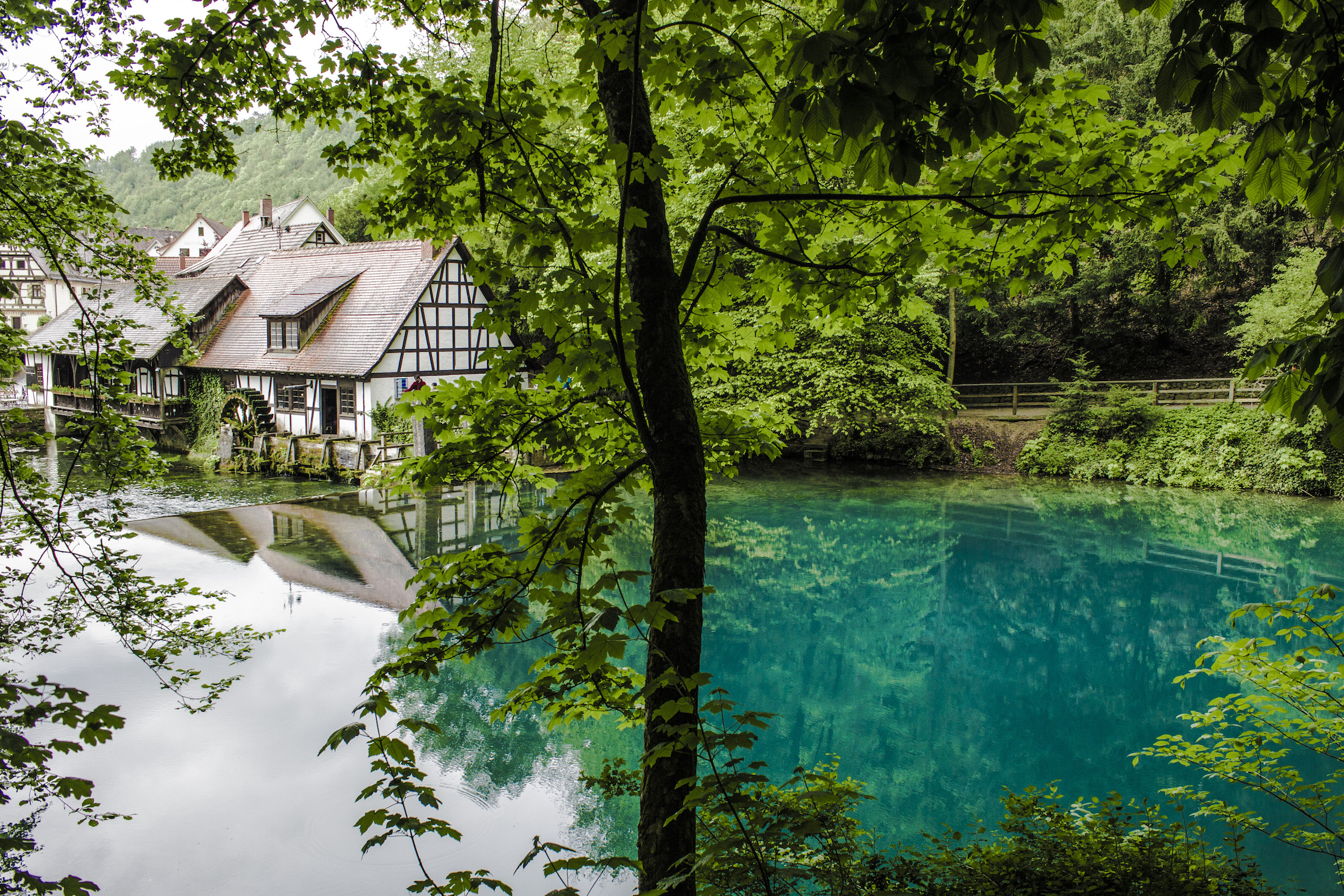
Блаутопф із колесом молоткової дробарки, що працює на енергії води

Блаутопф (нім. Blautopf, дослівно — «Синій горщик»; «blau» означає «синій», «Topf» — «горщик») — джерело, що слугує витоком річки Блау в карстовому рельєфі на південному краю Швабського Альба в Південній Німеччині.

## Опис
Джерело Блаутопф розташоване в місті Блаубойрен, приблизно в 16 км на захід від Ульма. Джерело перетікає в систему печер, звідки річка Блау, подолавши 22.2 км шляху (довжина річки), вливається в ріку Дунай у місті Ульм. Унаслідок високого тиску води ложе джерела набуло лійкоподібної форми, при чому в найглибшій точці його глибина сягає 21-го метра. Незвичний синій колір, інтенсивність якого варіюється залежно від погоди та сили потоку, є результатом фізичних властивостей наночастинок вапняку, які густо поширені у воді. Ці частинки є настільки дрібними, що у воді відбувається так зване релеївське розсіювання світла, а саме — розсіювання переважно синього кольору видимого спектра світла. Подібний ефект спостерігається і в Блакитній лагуні у Рейк'явіку, Ісландія, де блакитний колір походить від наночастинок кремнію.
На одному з берегів Блаутопфа є молоткова дробарка, що живиться енергією води джерела.

## Геологія
Блаутопф — це джерело в карстовому середовищі. Однією з характеристик карстового середовища є те, що вода, просочуючись крізь вапняк, швидко зникає в одному місці, але так само швидко з'являється в іншому. Карстові середовища мають лише підземний дренаж, і не мають водойм на поверхні. Тому розмір Блаутопфа значною мірою залежить від кількості опадів, однак джерело ніколи не висихає повністю. Блаутопф є другим за розмірами джерелом у Німеччині, після Аахського.
За тисячі років підземні потоки утворили величезну систему печер у цій місцевості. Основними прикладами таких печерних систем є Блаухеле (дослівно — «Синя печера»), відкрита Йохеном Газенмаєром 1985 року, та Апокал́іпсе (дослівно — «Апокаліпсис»), яку 23 вересня 2006 року виявили Йохен Мальманн та Андреас Кюха — члени Arbeitsgemeinschaft Blautopf — клубу, присвяченого вивченню системи печер Блаутопфа. У той час, як печери Блаухеле повністю заповнені водою приблизно аж на 1500 метрів у довжину, печери Апокаліпсе — сухі; і, зважаючи на виміри Апокаліпсе (170 метрів у довжину, 50 — у ширину та 50 — у висоту), ця система печер є особливістю цього регіону.

## Дайвінг
Вхід до системи печер Блаухеле перебуває на глибині близько 22-х метрів. Тому доступ до цих печер обмежений лише до досвідчених та добре навчених водолазів. У 1980-х, після декількох нещасних випадків, серед яких були й смертельні, місцева влада була вимушена заборонити дайвінг у Блаутопфі. Дозвіл на пірнання в Блаутопфі з того часу надавався лише кільком організаціям, серед яких — Arbeitsgemeinschaft Blautopf (група науковців-спелеологів під керівництвом Йохена Газермаєра), а також служби порятунку. Останній нещасний випадок зі смертельним наслідком стався 2003 року, коли загинув Бернд Аспахер — член команди Газермаєра.

## Легенди
Згадки джерела Блаутопф є в багатьох легендах та народних переказах. Його характерний колір пояснювали тим, що хтось щодня виливав у джерело бочка чорнила. За іншою легендою, кожного разу, коли хтось пробував виміряти глибину Блаутопфа за допомогою свинцевого лота, цього лота викрадала нікса. Тому визначити глибину Блаутопфа було неможливо. Поблизу Блаутопфа існує скеля під назвою Klötzle Blei, яка отримала цю назву завдяки тому оповіданню (місцевим діалектом вона означає «блочок свинцю»). Ця скеля згадується у відомій серед місцевих жителів дитячій скоромовці швабським діалектом німецької мови:
Glei bei Blaubeira leit a Kletzle Blei —
´s leit a Kletzle Blei glei bei Blaubeira
Стандартна верхньонімецька:
Gleich bei Blaubeuren liegt ein Klötzchen Blei —
Es liegt ein Klötzchen Blei gleich bei Blaubeuren
Переклад на українську:
Біля Блаубойрена лежить блочок свинцю —
Лежить блочок свинцю біля Блаубойрена
Новеліст та поет Едуард Меріке вбудував цей фольклор та інші легенди в романтичну новелу Das Stuttgarter Hutzelmännlein. Він уплів їх у передісторію про мандрівника, що подорожує від Штутгарта до Блаубойрена. Зокрема, особливо детально описується історія Шене Лау — русалки, та її чоловіка — водяного нікса з Чорного моря. Нікс покарав Шене Лау за те, що вона не могла сміятись, прирікши її до життя в Блаутопфі, і дозволивши їй зберегти лише тих дітей, яких вона до того моменту народила. Він дозволив би їй народити живу дитину лише після того, як вона засміється п'ять разів. Врешті-решт їй допомогла хазяйка трактиру Nonnenhof. (Повний текст німецькою мовою доступний на сторінці Eduard Mörike: Die Schöne Lau [Архівовано 13 червня 2021 у Wayback Machine.].)